# Szelmostwa lisa Witalisa (bajka muzyczna)
Szelmostwa Lisa Witalisa – polska bajka muzyczna, do tekstu Jana Brzechwy wydana w 1982 przez Tonpress (SX-T19) na płycie długogrającej. Wznowiona w latach 1990 na kasecie magnetofonowej przez Magton (MT-025).

## Ekipa
- okładka – Danuta Cesarska
- reżyseria – Stanisława Grotowska
- inżynieria dźwięku – Andrzej Brzoska
- muzyka – Jerzy Kordowicz

## Obsada
- Narrator – Piotr Fronczewski
- Borsuk – Maciej Damięcki
- Kobieta – Jolanta Zykun
- Lis Witalis – Marian Kociniak
- Niedźwiedź 1 – Kazimierz Wichniarz
- Niedźwiedź 2 – Krzysztof Kowalewski
- Wilk – Krzysztof Kolberger